# كارمن بنت لادن
كارمن بنت لادن (1954 - ) كاتبة سويسرية تُنسب إلى عائلة بن لادن لزواجها من يسلم بن لادن نجل محمد بن لادن، لكن انفصلا بعد ذلك.

## سيرتها شخصية
ولدت كارمن عام 1954 في لوزان في سويسرا، كان والدها سويسريًا (دوفور) وأمها فارسية من أصل إيراني (مردوت شيباني). من عام 1974 إلى عام 1988 تزوجت يسلم بن لادن، وهو أخ غير شقيق لأسامة بن لادن. تزوجا عام 1974 في جدة بالمملكة العربية السعودية. وأنجبا ثلاث بنات: وفاء دوفور ونجية ونور.
في عام 2004 نشرت كتاب «داخل المملكة: حياتي في المملكة العربية السعودية»، وهو سرد شخصي لحياتها كزوجة وأم سعودية. ويحتوي الكتاب على قصتها مع عائلة بن لادن وعلاقتها بهم وبزوجها السابق. وتقول أنها وجدت صعوبة في التكيف مع المجتمع السعودي، وكان أسلوب حياتها مميزًا.
ذكرت في كتابها أنها لم تر أسامة بن لادن إلا في مناسبتين وأنهما لم يتكلما أبدًا. وشددت على أن عائلة بن لادن هي عائلة كبيرة، وليس كل أفراد الأسرة مرتبطين مباشرة بأسامة بن لادن.